# Verchnechavskij rajon
Il Verchnechavskij rajon (in russo Верхнехавский район?) è un rajon dell'Oblast' di Voronež, in Russia; il capoluogo è Verchnjaja Chava. Istituito nel 1928, ricopre una superficie di 1.230 km².